# 科莫埃河

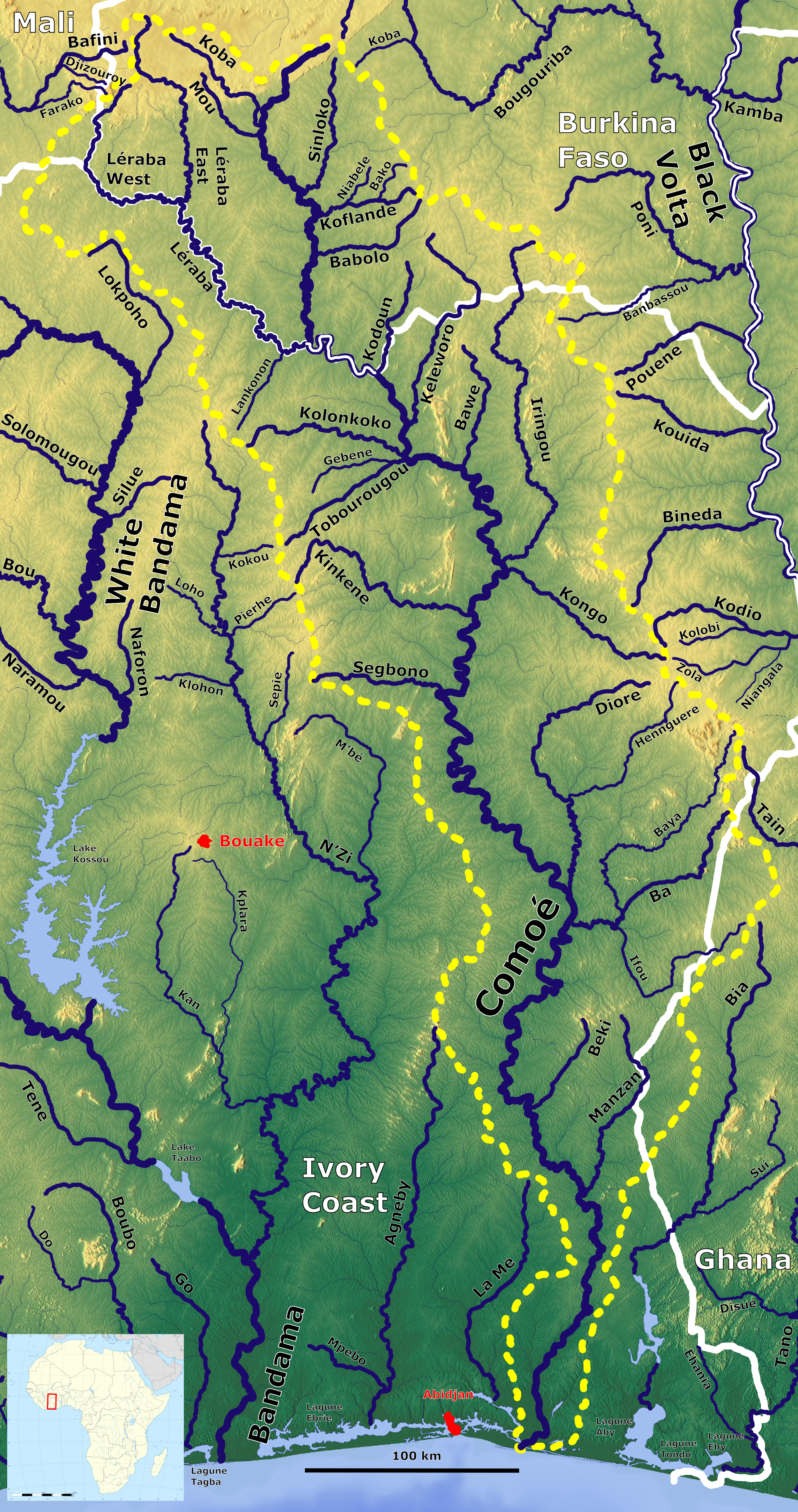
科莫埃河流域

科莫埃河（法語：Comoé）是西非的河流，河道全長約759公里，發源自布基納法索，部分水域也是布基纳法索和科特迪瓦的界河，最後注入畿內亞灣。科特迪瓦東北部屬於该河流域範圍。科特迪瓦东北部的上游因其生物多样性丰富，设有科莫埃国家公园。
布基纳法索境内的上游有著名景点卡尔菲盖拉瀑布。